# Wim Rutgers
Gerrit Willem Rutgers (Dinxperlo, 19 december 1941) is een Nederlands criticus, surinamist en literatuurgeschiedschrijver, werkzaam op het gebied van de literatuur van Aruba, de Nederlandse Antillen en Suriname.
Rutgers werkte na zijn opleiding aan de Groen van Prinsterer-kweekschool te Doetinchem als onderwijzer te Wierden en Oegstgeest. In 1971 behaalde hij de bevoegdheid Nederlands MO-B aan de School voor Taal- en Letterkunde te Den Haag. Hij verhuisde naar Suriname, waar hij werkte als leraar Nederlands op het Algemeen Pedagogisch Instituut en het Instituut voor de Opleiding van Leraren in Paramaribo. In 1975 trok hij naar Aruba, waar hij als leraar werkte aan het Colegio Arubano, het Instituto Pedagogico Arubano (IPA) en de Universiteit van Aruba. Hij werd vast recensent van de Amigoe di Curaçao, waarvoor hij bijna wekelijks literatuurkritieken schreef. In 1989 behaalde hij aan de Universiteit Utrecht zijn doctoraaldiploma Literatuurwetenschap en hij promoveerde daar in 1994 bij Wiljan van den Akker en met J.J. Oversteegen als copromotor op het proefschrift Schrijven is zilver, spreken is goud; oratuur, auratuur en literatuur van de Nederlandse Antillen en Aruba. In 1996 verscheen van deze literatuurgeschiedenis een handelseditie onder de titel Beneden en boven de wind.
Wim Rutgers schreef tal van artikelen en boeken over Caraïbische literatuur, onder meer in Oso, De Gids, Ons Erfdeel, Callaloo en De Ware Tijd Literair. Hij is mede-auteur van de literatuurmethode voor de Antilliaanse middelbare scholen Kadans, uitgegeven door de Fundashon pa Planifikashon di Idioma. In 2007 werd hij benoemd tot buitengewoon hoogleraar Caraïbische letterkunde, met bijzondere aandacht voor de letteren in het Papiamentu aan de Universiteit van de Nederlandse Antillen (UNA, sinds 2011 de Universiteit van Curaçao) op Curaçao. Op 11 december 2021 nam hij afscheid met de rede 'Na caminda – Ainda na caminda; Erfgoedstudie als nieuwe dynamiek'.
Ter gelegenheid van Koningsdag 2014 werd Rutgers benoemd tot Officier in de Orde van Oranje-Nassau.

## Publicaties in boekvorm
- De Caraïbische jeugdboeken van Miep Diekmann: een leesverslag. Oranjestad: Charuba, 1984.
- Dubbeltje lezen, stuivertje schrijven: over Nederlandstalige Caraïbische literatuur. Oranjestad/Den Haag: Charuba/Leopold, 1986.
- Het nulde hoofdstuk van de Antilliaanse literatuur; Koloniale poëzie in de Curaçaosche Courant. Oranjestad: Charuba, 1988.
- Bon dia! Met wie schrijf ik? Over Caraïbische jeugdliteratuur. Oranjestad: Charuba, 1988.
- Aruba: scenes & behind the scenes. Met Jos de Roo. Aruba: Van Dorp, 1988.
- Drie Curaçaose schrijvers in veelvoud: Boeli van Leeuwen, Tip Marugg, Frank Martinus Arion. Onder redactie van Maritza Coomans-Eustatia, Wim Rutgers, Henny E. Coomans. Zutphen: Walburg Pers, 1991
- Letterkundig leven rond de eeuwwisseling. Oranjestad: Editorial Charuba, 1992.
- Schrijven is zilver, spreken is goud: oratuur, auratuur en literatuur van de Nederlandse Antillen en Aruba. Utrecht 1994. (Diss.)
- Beneden en boven de wind: literatuur van de Nederlandse Antillen en Aruba. Amsterdam: De Bezige Bij, 1996.
- Zingende eilanden: Caraïbische verhalen van Miguel Barnet [e.a]. Amsterdam: De Bezige Bij, 1996.
- Het fundament van zelfstandigheid: 18 maart 1948 - 1 januari 1986 - 18 maart 1996. Met Luc Alofs. Oranjestad: Oranjestad Printing, 1996.
- Arubaans akkoord: opstellen over Aruba van vóór de komst van de olieindustrie. Ter nagedachtenis aan Dr Johan Hartog 1912-1997. Onder redactie van Luc Alofs, Wim Rutgers, Henny E. Coomans. [Bloemendaal/Den Haag]: Stichting Libri Antilliani/Kabinet van de Gevolmachtigde minister van Aruba, 1997.
- Tropentaal: 200 jaar Antilliaanse vertelkunst. Amsterdam: Contact, 2001.
- Nos bibliotheca ta di oro: vijftig jaar bibliotheek op Aruba; van uitleendepot naar informatiecentrum. Oranjestad: Bibliotheca Nacional Aruba, 2002.
- Kadans: I: literaire ontwikkeling en literaire begrippen; II: literatuurgeschiedenis. Ronnie Severing, Wim Rutgers, Liesbeth Echteld. Curaçao: Fundashon pa Planifikashon, FPI/Stichting voor Taalplanning te Curaçao, 2002/2006. (2 dln.)
- Mi gusta lesa; jeugdliteratuur van Aruba. Oranjestad: Charuba, 2003.
- De dichter en het woord: de Surinaamse dichter Shrinivási en zijn vaderland. Paramaribo: Okopipi, 2003.
- Noordoostpassanten; 400 jaar Nederlandse verhaalkunst over Suriname, de Nederlandse Antillen en Aruba. Samengesteld, ingeleid en van aantekeningen voorzien door Michiel van Kempen en Wim Rutgers. Contact, Amsterdam 2005.
- De brug van Paramaribo naar Willemstad; Nederlands-Caribische en Caribisch-Nederlandse literatuur 1945-2005. FPI/UNA, Curaçao 2007.
- De hemel is van korte duur (Verzameld Werk van Tip Marugg; De Bezige Bij, Amsterdam 2009; bezorgd door Aart Broek en Wim Rutgers)